# Passion Pit
Cet article concerne le groupe de musique Passion Pit. Pour le film, voir Passion Pit (film).
Passion Pit est un groupe de rock indépendant américain, originaire de Cambridge et formé en 2007.

## Membres du groupe
- Michael Angelakos (chant, clavier)
- Ian Hultquist (clavier)
- Ayad Al Adhamie (synthé,samples)
- Jeff Apruzzese (basse)
- Nate Donmoyer (batterie)

## Histoire
Passion Pit se forme à la fin de l'année 2007. En 2008, après avoir joué seulement dans quelques concerts, ils sont élus meilleur début selon un sondage du journal The Boston Phoenix. Le groupe signe alors avec les labels Frenchkiss Records de New York et Columbia au Royaume-Uni.
Ils ont joué lors de la 7e édition du festival de Rock en Seine le 28 août 2009 sur la scène de l'industrie.
Leur succès rapide est dû en partie à une anecdote, un cadeau de Michael Angelakos à sa petite amie pour la Saint Valentin. Il avait en effet décidé de lui faire différentes chansons. Sa petite amie, complètement éprise de sa musique, en a parlé à tous les gens de son entourage, et de fil en aiguille, le groupe parvint à trouver un label. En plus des apparitions dans plusieurs festivals à travers le monde, ils font de plus en plus de concerts. Des dates à Paris, à Lille et d'autres métropoles françaises accueillent le groupe qui monte.
Ayad Al Adhamy compare le groupe à MGMT.[réf. nécessaire]
Leur chanson The Reeling, remisée, est utilisée dans la vidéo de promotion de la saison 3 de la série Skins.
En 2012, ils sortent leur 2e album attendu sous le nom de Gossamer. Le premier single issu de cet album est Take A Walk.

## Discographie

### Singles
- Sleepyhead / Better Things (2008)
  - 7" vinyl
- Take A Walk
- Pay No Mind (feat Madeon)

### EP
- Chunk of Change (2008)
- Constant Conversations (2013)

### Bande Originale
- Sleepyhead est présente dans le jeu LittleBigPlanet 2 sur PlayStation 3 (2011)
- The Reeling est présente dans le jeu Pro Evolution Soccer 2011 (2010)
- Moth's Wings est présente dans le jeu FIFA 10 (2009)
- I'll be alright est présente dans le jeu FIFA 13 (2012)
- Where I come from présent dans le film et bande originale Twilight, chapitre IV : Révélation, partie 2
- Take A Walk est présente dans le jeu Forza Horizon
- Little Secrets est présente dans le jeu Test Drive Unlimited 2 (2011)
- Lifted Up (1985) est présente dans le jeu Pro Evolution Soccer 2016 (2015)

### Remix
| Année | Artiste                         | Morceau                   |
| ----- | ------------------------------- | ------------------------- |
| 2009  | Gotye                           | Learnalilgivinanlovin     |
| 2009  | Marina and the Diamonds         | I Am Not a Robot          |
| 2009  | Phoenix                         | 1901                      |
| 2009  | Phoenix                         | Love Like a Sunset        |
| 2009  | Yeah Yeah Yeahs                 | Heads Will Roll           |
| 2010  | Arms (en)                       | Heat & Hot Water          |
| 2010  | Dan Black                       | Symphonies                |
| 2010  | Chairlift                       | Bruises                   |
| 2010  | Lady Gaga featuring Beyoncé     | Telephone                 |
| 2010  | OK Go                           | This Too Shall Pass       |
| 2010  | Paper Route                     | Tiger Teeth               |
| 2010  | Katy Perry featuring Snoop Dogg | California Gurls          |
| 2010  | Ra Ra Riot                      | Ghost Under Rocks         |
| 2010  | Shout Out Louds                 | Fall Hard                 |
| 2010  | Tegan and Sara                  | Alligator                 |
| 2010  | The Ting Tings                  | Hands                     |
| 2010  | Tokyo Police Club               | Wait Up (Boots of Danger) |
| 2010  | Max Tundra                      | Which Song                |
| 2010  | Two Door Cinema Club            | Undercover Martyn         |
| 2011  | Beastie Boys                    | Make Some Noise           |
| 2011  | Bruno Mars                      | Grenade                   |
| 2011  | Cold War Kids                   | Mine Is Yours             |
| 2012  | Imagine Dragons                 | It's Time (en)            |
| 2013  | Tiësto                          | Carried Away (en)         |
| 2013  | D3W M Machine                   | Take A Walk               |